# Molophilus unispiculatus
Molophilus unispiculatus là một loài ruồi trong họ Limoniidae. Chúng phân bố ở miền Tân bắc.